# Jacques de Lépiney
Jacques de Lépiney (Paris, 1896 - Rabat, 6 de janeiro de 1941) foi um alpinista que figura entre os principais praticantes de alpinismo em França durante o período entre-guerras.

## Biografia
Membro do Groupe des Rochassiers que prefigurava já o Groupe de Bleau, Jacques de Lépiney introduziu o uso das alpargatas com sola de corda, bem mais práticas nas paredes do que as botas com pregos. É equipado dessa forma que abre pela primeira vez um itinerário com  cotação IV, na Prestat, uma fina fissura numa placa monolítica , e faz a primeira ascensão sem a corda de 12 metros habitualmente usada na Arête de Larchant (cotação III) na Dame Jeanne, a mais alta rocha da  floresta de Fontainebleau.
Com Paul Chevalier e Paul Job fundou em 1919 o Groupe de haute montagne (GHM), destinado a promover  o alpinismo de dificuldade e o alpinismo sem guia, em oposição às atividades mais tradicionais do Clube alpino francês (CAS) da época. 
Jacques de Lépiney morreu a 6 de janeiro de 1941 em consequência de uma queda de 20 m que havia feito dois dias em antes num local de escalada perto de Rabat.
É autor de vários guias de alpinismo (em francês:  topo d'alpinisme), em França e em Marrocos.

## Homenagem
Uma das Aiguilles de Chamonix, subidas pela primeira fez em 1920 com o seu irmão Tom, tem o seu nome; a Pointe Lépiney. 
Da mesma maneira um refúgio de montanha em Marrocos, o Refuge de la Tazaghart, também é conhecido como Refuge Jacques de Lépiney2.

## Ascensões
- 1913 - Aresta sudeste de Index das Aiguilles Rouges (cotação AD-) com o seu irmão Tom de Lépiney, J. Le Bec et Alice Agussol, 16 de agosto
- 1920 - Primeira ascensão da que se virá a chamar Pointe Lépiney nas Aiguilles de Chamonix com o seu irmão Tom de Lépiney, 9 de setembro
- 1922 - Aresta sudoeste da Aiguille du Peigne (3192 m) com Pierre Dalloz e Tom De Lépiney (cotação TD, com a célebre fissure Lépiney cotação V); 11 de agosto
- 1923 - Pointe Carmen das Aiguilles du Diable com P. Chevalier e H. Bregeault; 13 de agosto
- 1924 - Face norte da Aiguille du Plan com Jacques Lagarde e Henry de Ségogne